# Liste des réseaux de trolleybus en Italie
Liste des Lignes de trolleybus par région en Italie, anciennes et actuelles.

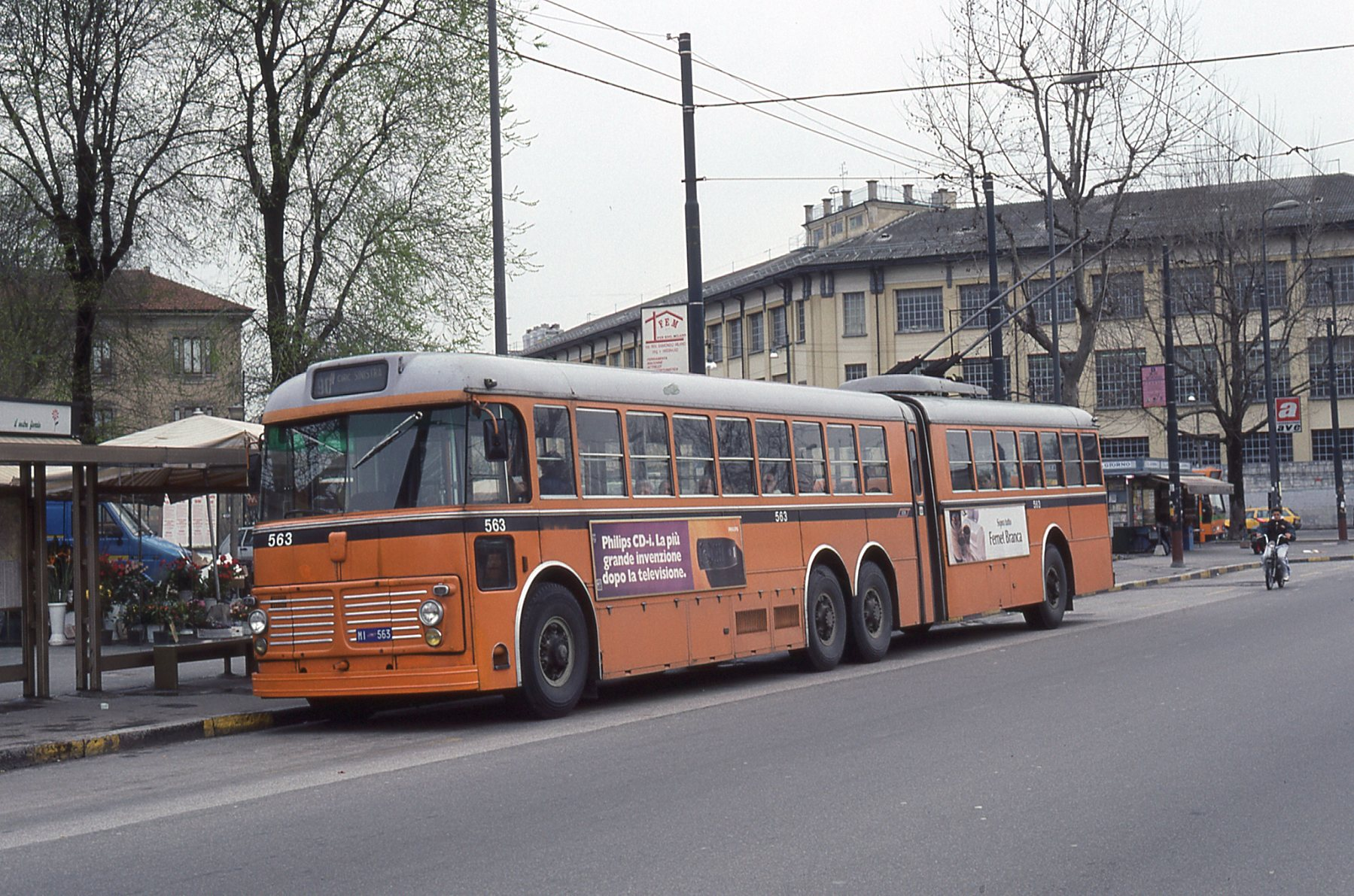
Fiat 2472 Viberti trolleybus articulé (1958).

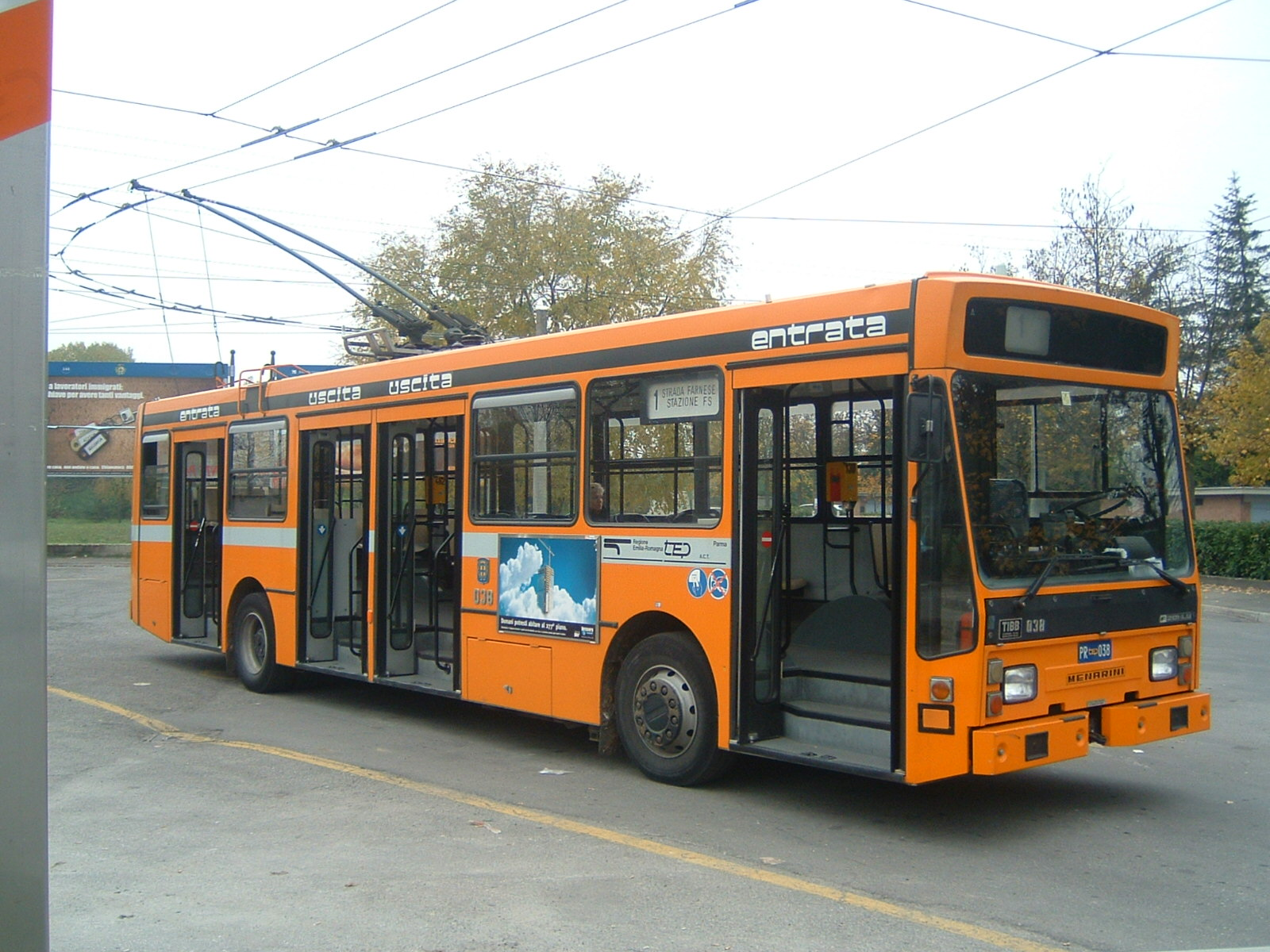
Trolleybus Menarini Monocar F201-2 LU à Parme (1982).

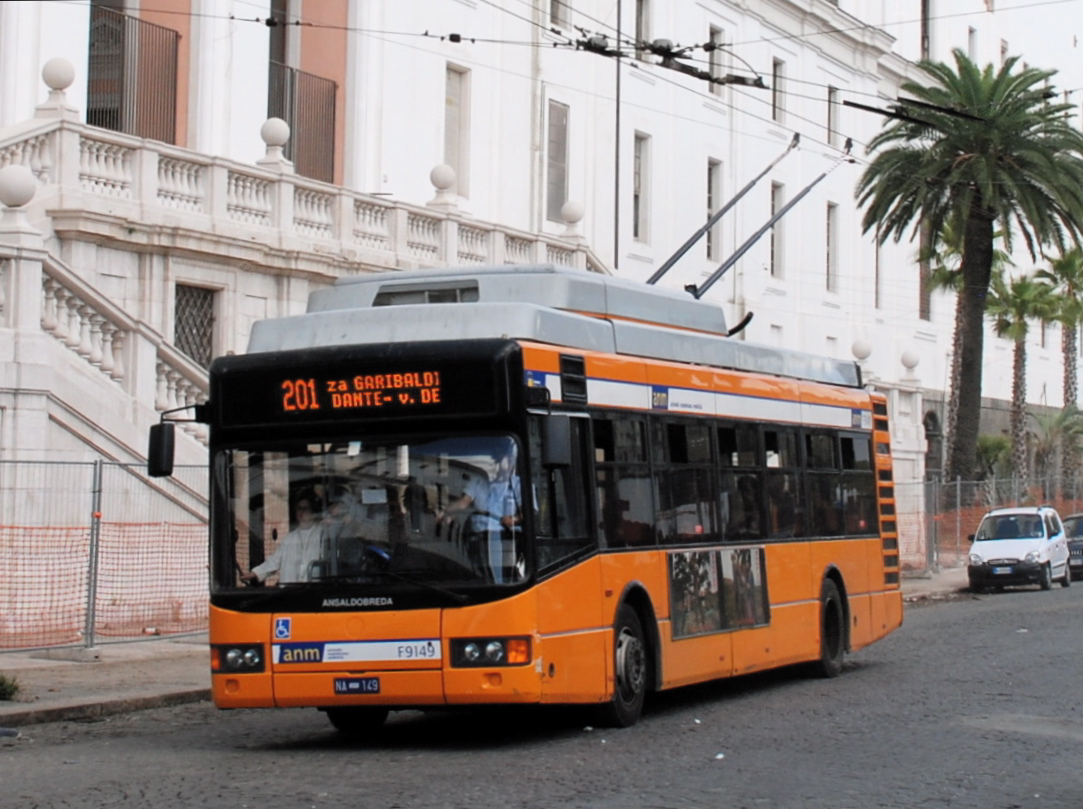
Trolleybus AnsaldoBreda F19 à Naples (2000).

### 

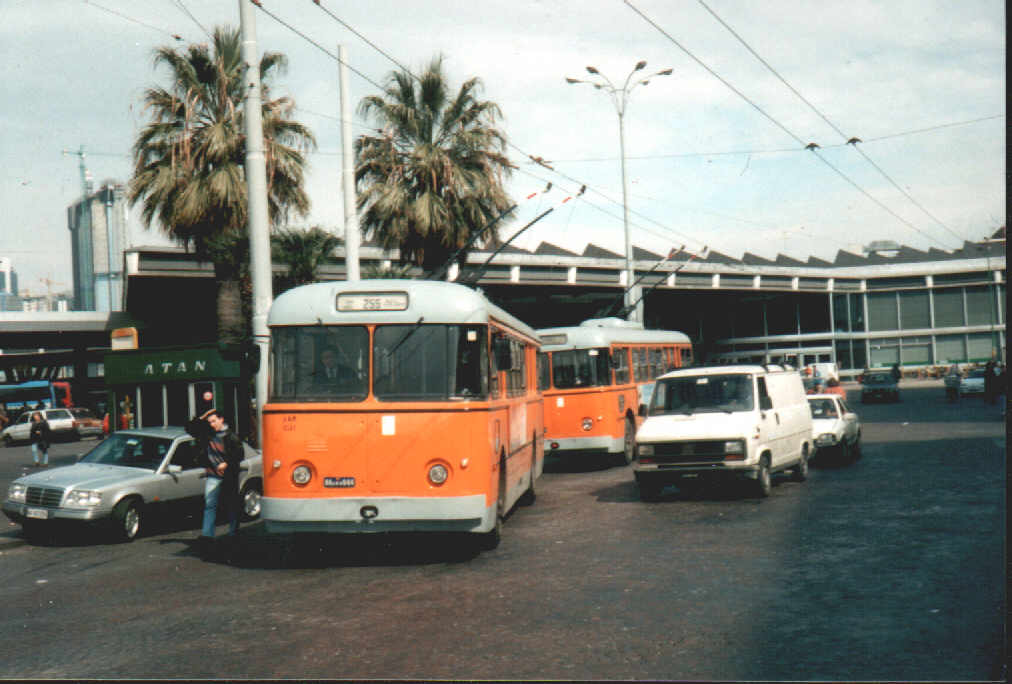
Anciens trolleybus de Naples et Florence (revendus à Athènes en 1973)

## Péninsule Italienne

### Abruzzes
| Gestionnaire       | Ville                          | Date création | Date arrêt  | Tension          | Notes                                                                                         |
| ------------------ | ------------------------------ | ------------- | ----------- | ---------------- | --------------------------------------------------------------------------------------------- |
| Chiodi & Capranica | L'Aquila                       | 19 mai 1909   | 31 mai 1924 | ?                |                                                                                               |
| FAA, La Panoramica | Chieti                         | 1er août 1950 | en service  | 600 V puis 750 V | Service suspendu de Déc 1992 au 26 Sep 2009. Voir Trolleybus de Chieti.                       |
|                    | Pescara-Castellamare Adriatico | 1903          | 1904        | 250 V            | Ligne interurbaine. Une nouvelle ligne pour Montesilvano est en cours de construction (2010). |

### Campanie
| Gestionnaire               | Ville                                      | Date création | Date arrêt  | Tension | Notes |
| -------------------------- | ------------------------------------------ | ------------- | ----------- | ------- | --- |
| SFI                        | Avellino                                   | 16 Sep 1947   | 1 Nov 1973  | 600 V   | Liaison Avellino - Atripalda - Mercogliano. Une nouvelle ligne a été construite en 2009. Une flotte de 11 nouveaux trolleybus a été mis en service en 2014, et le réseau a été complété en 2018. |
| FACEM, TPN                 | Capua - Caserta - Maddaloni                | 28 mars 1961  | 26 Oct 1972 | 600 V   | |
| ANM (réseau urbain)        | Naples                                     | 8 mai 1940    | en service  | 550 V   | Réseau incluant la ligne Ercolano - Torre del Greco jusqu'en 2009. Le gestionnaire était l'ATAN jusqu'en 1995. Voir Trolleybus de Naples.                                                        |
| CTP (réseau suburbain)     | Naples - Secondigliano - Aversa - Teverola | 26 Jan 1964   | en service  | 600 V   | Le gestionnaire était TPN jusqu'en 1978. Toutes les lignes de trolleybus ont été suspendues provisoirement en Août 2015. Voir Trolleybus de Naples.                                              |
| TEPS, SAIM, SOMETRA, ATACS | Salerne                                    | 7 août 1937   | Août 1987   | 670 V   | Le réseau incluait les lignes interurbaines pour Battipaglia, Pagani, Pompei, San Severino et Torre Angellara.                                                                                   |

### Émilie-Romagne
| Gestionnaire                | Ville             | Date création | Date arrêt   | Tension          | Notes |
| --------------------------- | ----------------- | ------------- | ------------ | ---------------- | --- |
| ATM                         | Bologne           | Oct 1940      | 1945         | 600 V            | Réseau détruit durant la Seconde Guerre mondiale                                                                             |
| ATM                         | Bologne           | 16 Sep 1955   | 14 juin 1982 | 600 V            | ATM, ATC |
| ATM                         | Bologne           | 4 Jan 1991    | en service   | 600 V puis 750 V | Voir Trolleybus de Bologne.                                                                                                  |
| STU, ATAM                   | Ferrare           | 28 Oct 1938   | 25 Fév 1975  | 600 V            | |
| AMCM devenue ATCM puis SETA | Modène            | 21 Jan 1950   | en service   | 600 V puis 750 V | Service suspendu de 1996 à 2000 pour la rénovation complète des lignes et changement de tension,. Voir Trolleybus de Modène. |
| AMT, AMETAG, AMPS, TEP      | Parme             | 25 Oct 1953   | en service   | 600 V            | Voir Trolleybus de Parme. |
|                             | Rimini - Riccione | 1 Jan 1939    | en service   | 600 V            | Voir Trolleybus Rimini - Riccione                                                                                            |

### Frioul-Vénétie Julienne
| Gestionnaire | Ville   | Date création | Date arrêt    | Tension | Notes                                                                            |
| ------------ | ------- | ------------- | ------------- | ------- | -------------------------------------------------------------------------------- |
| ACEGAT       | Trieste | 30 mars 1935  | 19 avril 1975 | 600 V   | Le réseau comprend la ligne interurbaine pour Muggia. Voir Trolleybus de Trieste |

### Latium
| Gestionnaire | Ville           | Date création | Date arrêt  | Tension | Notes                    |
| ------------ | --------------- | ------------- | ----------- | ------- | ------------------------ |
| STIO         | Anzio - Nettuno | 17 juin 1939  | 22 Jan 1944 | 600 V   |                          |
| ATAG         | Rome 1er réseau | 1902          | 1902        |         |                          |
| ATAG         | Rome 2e réseau  | 8 Jan 1937    | 2 Juil 1972 | 600 V   | Voir Trolleybus de Rome. |
| ATAC         | Rome 2e réseau  | 23 mars 2005  | en service  | 750 V   | Voir Trolleybus de Rome. |

### Ligurie
| Gestionnaire | Ville             | Date création | Date arrêt   | Tension | Notes |
| ------------ | ----------------- | ------------- | ------------ | ------- | --- |
| UITE, AMT    | Gênes 1er réseau  | 13 avril 1938 | 11 juin 1973 | 550 V   | |
| AMT          | Gênes 2e réseau   | 1 Juil 1997   | en service   | 750 V   | Service suspendu du 29 juin 2000 au 13 Déc 2002. Voir Trolleybus de Gênes.                                          |
| STEL, RT     | San Remo          | 21 avril 1942 | en service   | 600 V   | Le réseau comprend la ligne interurbaine pour Vintimille et celle pour Arma di Taggia. Voir Trolleybus de San Remo. |
| STES         | La Spezia-Fezzano | 12 Fév 1906   | Nov 1909     |         | |
| FITRAM, ATC  | La Spezia         | 27 Jan 1951   | en service   | 600 V   | Service suspendu de Juin 1985 au 26 Nov 1988 et du 9 juin 2012 au 20 mars 2014 Voir Trolleybus de La Spezia.        |

### Lombardie
| Gestionnaire | Ville                          | Date création | Date arrêt  | Tension          | Notes |
| ------------ | ------------------------------ | ------------- | ----------- | ---------------- | --- |
| SFEVI        | Argegno - San Fedele d'Intelvi | 1 Juil 1909   | 21 Nov 1922 |                  | |
|              | Bergame 1er réseau             | Déc 1921      | 9 mars 1922 | 600 V            | |
|              | Bergame 2e réseau              | 1949          | 1978        | 550 V            | |
| SSMM, ASM    | Brescia                        | 1936          | 1968        | 600 V            | |
| STECAV       | Côme                           | 18 août 1938  | 7 juin 1978 | 600 V            | Le réseau interurbain incluait la ligne pour Cantù et la ligne pour la frontière Suisse à Ponte Chiasso.                                           |
| SEB, AEM, KM | Crémone                        | 1940          | 31 mai 2002 | 600 V            | |
| SFD, FEDRA   | Desenzano del Garda            | 1920          | 3 mars 1932 |                  | |
| SSE          | Gallarate - Samarate           | 1904          | ?           |                  | |
|              | Lanzo d'Intelvi                | 1912          | 21 Nov 1922 |                  | |
| ATM          | Milan                          | 28 Oct 1933   | en service  | 500 V puis 600 V | Une 1re ligne expérimentale a été créée en 1906 pour relier le centre ville au site de l'Exposition universelle de 1906. Voir Trolleybus de Milan. |
| ASM          | Pavie                          | 3 Fév 1952    | 1968        | 600 V            | |
|              | Tirano - Boscopiano            | Jul 1940      | 1950        |                  | |

Lignes militaires :
| Gestionnaire   | Ville                  | Date création | Date arrêt | Tension | Notes |
| -------------- | ---------------------- | ------------- | ---------- | ------- | ----- |
| Regio Esercito | Edolo - Ponte di Legno | 1915          | 1918       |         |       |
| Regio Esercito | Tirano - Bormio        | 1915          | 1916       |         |       |

### Marches
| Gestionnaire            | Ville                            | Date création | Date arrêt  | Tension          | Notes                                                              |
| ----------------------- | -------------------------------- | ------------- | ----------- | ---------------- | ------------------------------------------------------------------ |
| ATMA, Cotran, Conerobus | Ancône                           | 15 Mar 1949   | en service  | 550 V puis 750 V | Voir Trolleybus d'Ancône.                                          |
| FPAF                    | Ancône - Collemarino - Falconara | 15 Mar 1949   | 1972        | 550 V            | Réseau détruit à la suite du tremblement de terre du 14 juin 1972. |
| ATAC                    | Civitanova Marche                | 25 mars 1956  | 1974        | 600 V            |                                                                    |
| FAA                     | Fermo - Porto San Giorgio        | 6 Fév 1958    | 31 Déc 1977 | 1.200 V          |                                                                    |

### Piémont
| Gestionnaire             | Ville                   | Date création | Date arrêt   | Tension | Notes                                                                                                |
| ------------------------ | ----------------------- | ------------- | ------------ | ------- | --- |
| Società Filovie Albesi   | Alba - Barolo           | 26 Sep 1910   | 12 Juil 1919 |         | |
| SAA, ARFEA, ATM          | Alexandrie              | 1 Fév 1952    | Juil 1974    | 600 V   | |
| SAFC, Bersezio & Meineri | Cuneo                   | 1er août 1908 | 1968         | 650 V   | |
|                          | Cuneo - Chiusa di Pesio | 20 Sep 1909   | 31 Dec 1957  |         | |
| SAFIC                    | Ivrée - Cuorgnè         | 30 mars 1908  | 31 Déc 1935  | 600 V   | |
|                          | Stresa                  | 1909          | 1911         |         | |
| GTT réseau urbain        | Turin                   | 1931          | Mai 1980     | 580 V   | En 1902, une ligne expérimentale a relié le centre ville au Centre d'exposition des Arts Décoratifs. |
| AI                       | Turin - Chieri          | 4 Nov 1951    | 22 Dec 1979  | 600 V   | |
| CTREA, ATM               | Turin - Rivoli          | 13 Nov 1955   | 4 Nov 1979   | 1.200 V | |

### Pouilles
| Gestionnaire | Ville           | Date création | Date arrêt  | Tension | Notes                                                                               |
| ------------ | --------------- | ------------- | ----------- | ------- | ----------------------------------------------------------------------------------- |
| SAER         | Bari 1er réseau | 1939          | 1974        | 600 V   | Réseau modifié en 1978 avec le nouveau gestionnaire.                                |
| AMTAB        | Bari 2e réseau  | 20 Nov 1978   | 16 Dec 1987 | 600 V   | Projet de reconstruction du réseau en 2008 avec acquisition de nouveaux trolleybus. |
| SGM          | Lecce           | 12 Jan 2012   | en service  | 750 V   | Voir Trolleybus de Lecce.                                                           |

### Toscane
| Gestionnaire                | Ville    | Date création | Date arrêt    | Tension | Notes                                                    |
| --------------------------- | -------- | ------------- | ------------- | ------- | -------------------------------------------------------- |
| AMC, ACSPM, AMAC, ATNA, CAT | Carrare  | 5 juin 1955   | 26 Déc 1985   | 600 V   |                                                          |
| STU, ATAF                   | Florence | 11 Nov 1937   | 1er Juil 1973 | 600 V   | Le réseau comprenait la ligne interurbaine pour Fiesole. |
| STU, ATAM                   | Livourne | 28 Oct 1934   | 22 Oct 1973   | 600 V   |                                                          |
| ATUM                        | Pise     | 20 Jan 1952   | 29 Feb 1968   | 600 V   |                                                          |
| SAFS                        | Sienne   | 24 mars 1907  | 21 Oct 1917   | 600 V   |                                                          |

### Ombrie
| Gestionnaire | Ville   | Date création | Date arrêt | Tension | Notes |
| ------------ | ------- | ------------- | ---------- | ------- | --- |
| SAER         | Pérouse | 28 Oct 1943   | 2 Nov 1943 | 550 V   | Le service fut interrompu le 2 novembre 1943 à la suite de la réquisition de tous les trolleybus par la Wehrmacht qui les envoya en Allemagne. |
| ATAM         | Pérouse | 16 Jun 1946   | 1975       | 550 V   | |

### Vallée d'Aoste
| Gestionnaire | Ville     | Date création | Date arrêt | Tension | Notes |
| ------------ | --------- | ------------- | ---------- | ------- | ----- |
|              | Châtillon | 1920          | 1925       |         |       |

### Vénétie
| Gestionnaire              | Ville          | Date création | Date arrêt   | Tension          | Notes |
| ------------------------- | -------------- | ------------- | ------------ | ---------------- | --- |
| SAER, ACAP                | Padoue         | 21 avril 1937 | 1970         | 500 V puis 600 V | |
| STM, SFM, ACNIL           | Venise-Mestre  | 25 avril 1933 | Sept 1968    | 600 V            | Le réseau comprenait les lignes interurbaines pour Mirano, Mogliano Veneto et Trévise, depuis le départ à Venise centre, gare Santa Lucia. |
| ACNIL                     | Lido de Venise | 29 juin 1941  | 1968         | 650 V            | |
| SAER, AMT (réseau urbain) | Vérone         | 1937          | Juin 1975    | 600 V            | Nouveau réseau en projet en 2008. |
| SAER, APT (interurbain)   | Vérone         | 15 août 1958  | Août 1981    | 1.200 V          | Le réseau desservait les villes de Domegliara, Grezzana, Soave - San Bonifacio et Tregnago.                                                |
| AIM                       | Vicence        | 22 Oct 1928   | 12 juin 1970 | 500 V            | Nouveau réseau en projet en 2010. |

Lignes militaires :
| Gestionnaire   | Ville              | Date création | Date arrêt | Tension | Notes |
| -------------- | ------------------ | ------------- | ---------- | ------- | ----- |
| Regio Esercito | Asiago - Marostica | 1916          | 1919       |         |       |
| Regio Esercito | Enego - Primolano  | 1915          | 1918       |         |       |

## Sardaigne
| Gestionnaire | Ville    | Date création | Date arrêt | Tension | Notes                                                                                         |
| ------------ | -------- | ------------- | ---------- | ------- | --------------------------------------------------------------------------------------------- |
| TS, ACT, CTM | Cagliari | 22 Feb 1952   | en service | 750 V   | Le réseau comprend la ligne interurbaine pour Quartu Sant'Elena. Voir Trolleybus de Cagliari. |

## Sicile
| Gestionnaire | Ville   | Date création | Date arrêt    | Tension | Notes |
| ------------ | ------- | ------------- | ------------- | ------- | ----- |
| SCAT, AMT    | Catane  | 4 Oct 1949    | 27 avril 1966 | 600 V   |       |
| SAST         | Palerme | 28 Oct 1939   | 1 Juil 1966   | 600 V   |       |
| SAST, SAU    | Trapani | 1952          | 1967          | 600 V   |       |

Dans les territoires rétrocédés à la Yougoslavie après la Seconde Guerre mondiale en 1947, une ligne de trolleybus reliait les villes de Pirano d'Istria (Piran) et Portorose (Portorož) (1909-1912).